# 검단초등학교
검단초등학교는 대한민국 경기도 성남시에 있는 공립 초등학교이다.

## 학교 연혁
- 1971.11.02 검단국민학교 설립인가
- 1975.03.01 초대 차세영 교장 취임
- 1976.02.24 제1회 졸업(195명)
- 1985.03.01 병설유치원 개원
- 1996.03.01 검단초등학교로 개칭
- 2011.09.01 제14대 정시홍 교장 취임
- 2012.02.16 제37회 졸업식 167명(총9492명)
- 2013.02.15 제38회 졸업식 177명(총9669명)
- 2013.03.04 32학급편성(특수2, 유치원4학급)
- 2014.02.14 제39회 졸업식 143명(총9812명)
- 2014.03.03 32학급편성(특수2, 유치원4학급)
- 2015.02.13 제40회 졸업식 96명(총9908명)
- 2015.03.02 31학급편성(특수2, 유치원4학급)

## 참고 자료
- 검단초등학교 - 한국교육학술정보원 학교알리미